# Sherlock Holmes au 22e siècle
Sherlock Holmes au 22e siècle (Sherlock Holmes in the 22nd Century) est une série télévisée d'animation britannico-américaine, mélangeant animation en 2D et en 3D, en vingt-six épisodes diffusée au Royaume-Uni entre le 6 mai 1999 et le 21 juillet 2001 sur ITV et aux États-Unis à partir du 18 septembre 1999 dans le bloc de programmation Fox Kids.
En France, la série a été diffusée en 2003 sur Toon Disney.

## Histoire
La série est inspirée de l'œuvre de Sir Arthur Conan Doyle, transposée dans le futur : chaque épisode est inspiré d'une aventure originale de Conan Doyle, mais si certains sont fidèles (La Maison vide, La Bande mouchetée ou Les Plans de l'ingénieur), d'autres prennent de grandes libertés avec le texte original.

### Synopsis
Dans New London, la version spatiale de Londres au XXIIe siècle, l'Inspecteur Beth Lestrade du New Scotland Yard pourchasse Martin Fenwick, un généticien français au visage déformé, quand elle se rend compte que son compagnon n'est autre que le professeur Moriarty, cerveau criminel du XIXe siècle (non pas le Moriarty original mais en fait son clone, créé à-partir de cellules récupérées sur son cadavre, que Sherlock Holmes avait enterré dans une grotte en Suisse).
Sherlock Holmes est alors tiré de son sommeil artificiel pour mener l'enquête en 2103, et on lui adjoint un « compudroïde » dénommé Watson.

## Personnages
- Sherlock Holmes
- Watson (robot)
- Professeur Moriarty
- Inspecteur Beth Lestrade
- Wigins
- Martin Fenwick

## Fiche technique
- Histoire originale : Arthur Conan Doyle
- Compositeur : Eric Allaman
- Directeur animation : Theron Smith
- Réalisateur : Paul Quinn
- Scénariste : Eleanor Burian-Mohr

## Épisodes
1. Le Retour de Sherlock Holmes (The Fall and Rise of Sherlock Holmes) (d'après Le Dernier Problème)
2. La Machine à crimes (The Crime Machine) (d'après La Vallée de la peur)
3. Les Chiens de Baskerville (The Hounds of the Baskervilles (d'après Le Chien des Baskerville)
4. Le Projecteur cryogénique (The Adventure of the Empty House) (d'après La Maison vide))
5. Sabotage (The Crooked Man) (d'après Le Tordu)
6. Le Casse-Tête chinois (The Adventure of the Deranged Detective) (d'après Le Détective agonisant)
7. Le Vampire du Sussex (The Adventure of the Sussex Vampire Lot) (d'après Le Vampire du Sussex)
8. La Métamorphose (The Scales of Justice) (d'après Le Ruban moucheté)
9. L'Habit ne fait pas le moine (The Resident Patient) (d'après Le Pensionnaire en traitement)
10. Frères ennemis (The Sign of Four) (d'après Le Signe des quatre)
11. Les Hommes qui dansent (The Adventure of the Dancing Men) (d'après Les Hommes dansants)
12. L'Epée Musgrave (The Musgrave Ritual) (d'après Le Rituel des Musgrave)
13. L'Escarboucle bleue (The Adventure of the Blue Carbuncle) (d'après L'Escarboucle bleue)
14. Course intersidérale (Silver Blaze) (d'après Flamme d'Argent)
15. Les Cinq Pépins d'orange (The Five Orange Pips) (d'après Les Cinq Pépins d'orange)
16. La Ligue des rouquins (The Red-Headed League) (d'après La Ligue des rouquins)
17. L'Homme à la cicatrice (The Man with the Twisted Lip) (d'après L'Homme à la lèvre tordue)
18. Le Coffre secret (The Secret Safe) (d'après Son dernier coup d'archet)
19. La Deuxième tache (The Adventure of the Second Stain) (d'après La Deuxième Tache)
20. Trafic d'organes (The Adventure of the Engineer's Thumb) (d'après Le Pouce de l'ingénieur)
21. Évasion spectaculaire (The Gloria Scott) (d'après Le Gloria Scott)
22. Les Six Napoléons (The Adventure of the Six Napoleons) (d'après Les Six Napoléons)
23. L'Homme singe (The Adventure of the Creeping Man) (d'après L'Homme qui grimpait)
24. Le Portable de Béryl (The Adventure of the Beryl Board) (d'après Le Diadème de béryls)
25. Le Rayon Mazarin (The Adventure of the Mazarin Chip) (d'après La Pierre de Mazarin)
26. Un Cas d'identité (A Case of Identity) (d'après Une affaire d'identité)

## Distribution

### Voix originales
- Jason Gray-Stanford : Sherlock Holmes
- John Payne (en) : Dr John Watson
- Akiko Morison : l'inspectrice Beth Lestrade
- Viv Leacock : Wiggins
- Jennifer Copping : Deirdre
- Richard Ian Cox : Tennyson
- Richard Newman (en) : Pr James Moriarty
- Ian James Corlett : Martin Fenwick
- William Samples : le commissaire Charles Grayson

### Voix françaises
- Pierre-François Pistorio : Sherlock Holmes
- Bernard Woringer : Dr John Watson
- Odile Schmitt : l'inspectrice Beth Lestrade
- Jean-Paul Pitolin : Wiggins
- Sarah Jalabert : Deirdre
- Michel Vocoret : Pr James Moriarty
- Patrice Dozier : Martin Fenwick
- William Sabatier : le commissaire Charles Grayson
- Olivier Jankovic : Ronald

 Source et légende : version française (VF) sur RS Doublage et Planète Jeunesse.

## Autour de la série

### Musique
Générique et musique additionnelle de Eric Allaman.

### Produits dérivées
Des figurines, un disque musical.

### Autour de l'œuvre
Dans cette série, Sherlock Holmes emploie des répliques parfois proches de celles du canon holmésien, telle que « soustrayez ce qui appartient au décor et tout ce qui reste devient alors suspect », qui est une allusion à la célèbre réplique « Lorsque vous avez éliminé l'impossible, ce qui reste, si improbable soit-il, est nécessairement la vérité ». La méthode d'observation et de déduction qui caractérise le détective transparaît elle aussi dans la réplique « Lisez ces lieux comme un livre, et laissez-les vous raconter leur histoire ». Holmes emploie dans presque tous les épisodes l'expression « Les yeux et le cerveau ! », qui n'est cependant pas tirée du canon.

### Fin de la série
Dans l'avant dernier épisode, Moriarty échappe encore une fois à la capture mais son complice Martin Fenwick est arrêté par Lestrade.